# ウルバンバ川

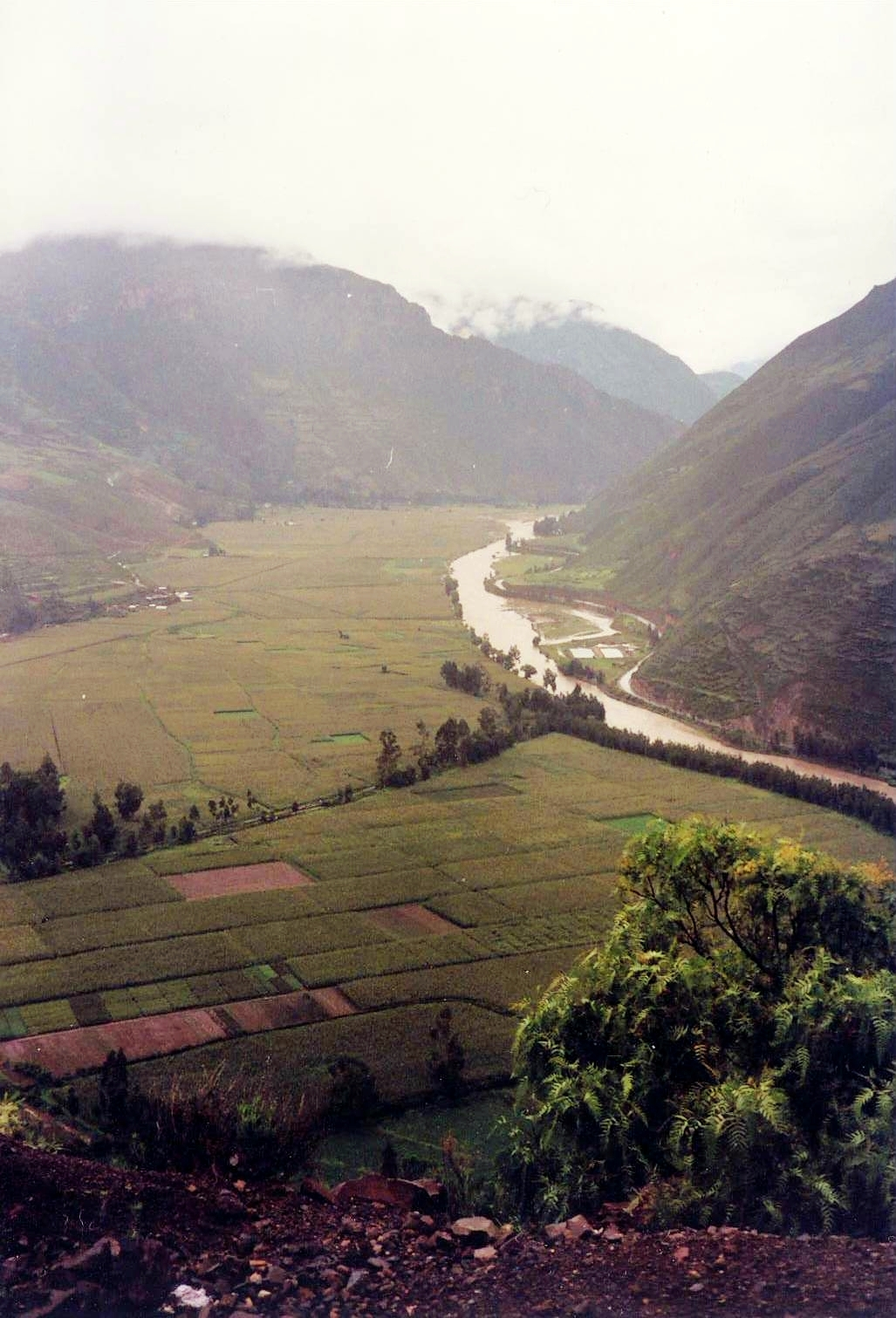
ウルバンバ川 (1999年12月)

ウルバンバ川（ウルバンバがわ、スペイン語: Río Urubamba）は、ペルーを流れる河川でアマゾン川の源流の一つである。クスコ南東部のアンデス山脈に源流があり、このあたりはビルカノータ川(Rio Vilcanota)とも呼ばれる。
上流部沿岸にはシクアニ(Sicuani)、ウルコス(Urcos)の町がある。中流部はWilcamayu川と言われ、その沿岸はウルバンバ渓谷と呼ばれる。ウルバンバ渓谷の尾根にはインカ帝国の廃墟マチュ・ピチュがある。ウルバンバ渓谷には町名としてのウルバンバもある。
ウルバンバ渓谷の下流に急流の難所として知られるポンゴ・モエニケ渓谷(en)があり、そこを境に上ウルバンバと下ウルバンバに分けられる。

## 流路
クスコ南東のアンデス山脈内、プーノ県Khunurana山から流れ出し、北北西へ724km流れてタンボ川と合流。そこからウカヤリ川となる。

## 経済
上ウルバンバ(Alto Urubamba)は人口が多く、広大な灌漑が作られている。ウルバンバ渓谷、マチュ・ピチュなどもここにある。
下ウルバンバ(Bajo Urubamba)は比較的開発が遅れており、アシャニンカ(Asháninka)やマチゲンガ(Machiguenga)を始めとする先住民カンパ族(Campa tribes)が多いことが特徴である。主な産業は、林業とカミセア天然ガスプロジェクト(en)である。主要居留地はセパワ(en)である。

## 歴史
1932年6月2日にイギリスの地理学者ジョン・グレゴリー(John Walter Gregory)がこの川を上ってアンデス山脈までを探検している。

## 流域の自然景勝地

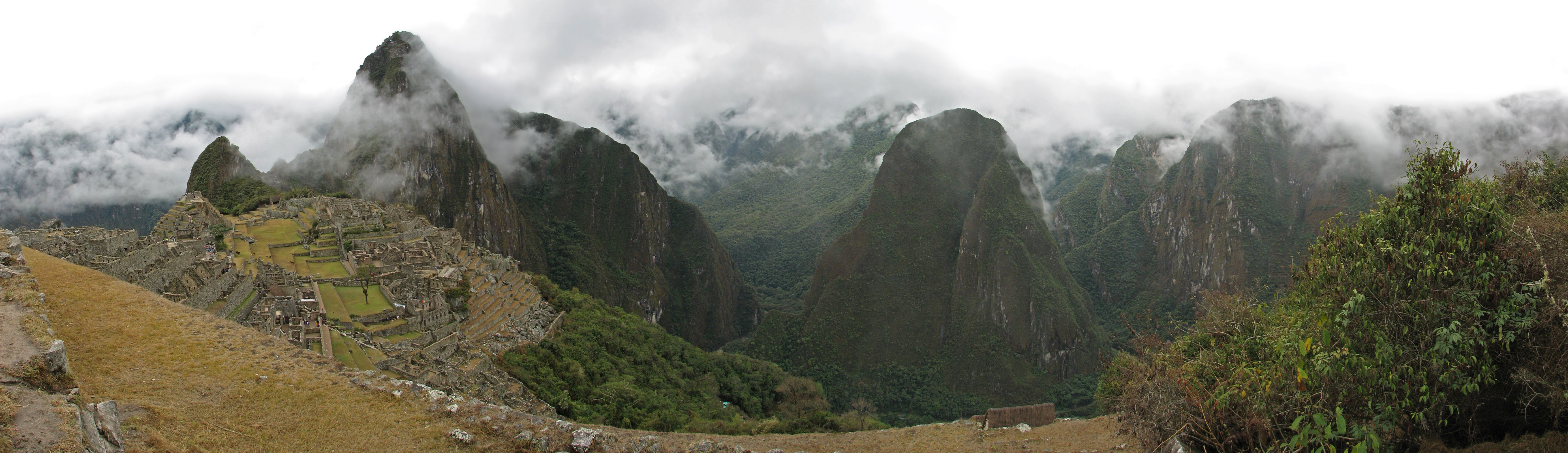
マチュ・ピチュから見下ろしたウルバンバ渓谷

ウルバンバ渓谷
スペイン語ではValle Sagrado de Los Incas(聖なる谷, en)とも呼ばれる。その範囲は明確ではないが、ピサック(Písac)、カルカ(Calca)、ウルバンバ、オリャンタイタンボ(Ollantaytambo)の辺りを指す。ウルバンバ渓谷には、多くの河川が流れ込んでおり、その沿岸には考古学上重要な多くのインカ帝国時代の遺跡がある。ウルバンバ渓谷はトウモロコシの生産に適しており、インカ帝国への食糧供給を担っていた。